# San Blasito
San Blasito är en ort i Mexiko.   Den ligger i kommunen Amatlán de Cañas och delstaten Nayarit, i den centrala delen av landet, 600 km väster om huvudstaden Mexico City. San Blasito ligger 915 meter över havet och antalet invånare är 500.
Terrängen runt San Blasito är huvudsakligen kuperad, men söderut är den bergig. San Blasito ligger nere i en dal. Runt San Blasito är det ganska tätbefolkat, med 56 invånare per kvadratkilometer. Närmaste större samhälle är San Marcos, 14,5 km nordost om San Blasito. I omgivningarna runt San Blasito växer huvudsakligen savannskog.